# 曹惠伯
曹惠伯（？—前760年），即姬雉，為春秋諸侯國曹國君主之一，為曹戴伯之子，為曹國第九任君主，約於前760年卒，在位34年。
在《史記·曹世家》中，為了避呂后呂雉名諱，改名作「兕」。